# 2001년 MTV 무비 어워드
제10회 MTV 무비 & TV 어워드는 2001년 6월 2일에 열린 시상식이다.

## 수상 및 후보

### 최고의 영화상
- 글래디에이터 - 리들리 스콧 수상
- 엑스맨 - 브라이언 싱어
- 한니발 - 리들리 스콧
- 에린 브로코비치 - 스티븐 소더버그
- 와호장룡 - 이안

### 최고의 남자배우상
- 미션 임파서블 2 - 톰 크루즈 수상
- 패트리어트 - 늪 속의 여우 - 멜 깁슨
- 러브 앤 베스킷볼 - 오마 엡스
- 캐스트 어웨이 - 톰 행크스
- 글래디에이터 - 러셀 크로우

### 최고의 여자배우상
- 에린 브로코비치 - 줄리아 로버츠 수상
- 더 셀 - 제니퍼 로페즈
- 세이브 더 라스트 댄스 - 줄리아 스타일스
- 로미오 머스트 다이 - 알리야
- 올모스트 페이머스 - 케이트 허드슨

### 남우신인상
- 세이브 더 라스트 댄스 - 숀 패트릭 토마스 수상
- 내 차 봤냐? - 애쉬튼 커쳐
- 사랑도 리콜이 되나요 - 잭 블랙
- 로드 트립 - 톰 그린
- 올모스트 페이머스 - 패트릭 후짓
- 엑스맨 - 휴 잭맨

### 여우신인상
- 트래픽 - 에리카 크리스틴슨 수상
- 와호장룡 - 장쯔이
- 로미오 머스트 다이 - 알리야
- 코요테 어글리 - 파이퍼 페라보
- 무서운 영화 - 안나 페리스

### 최고의 키스상
- 세이브 더 라스트 댄스 - 줄리아 스타일스 수상
- 바운스 - 벤 애플렉 & 기네스 펠트로
- 무서운 영화 - 안나 페리스 & 존 아브라함스
- 한니발 - 줄리안 무어
- 캐스트 어웨이 - 톰 행크스 & 헬렌 헌트

### 최고의 싸움상
- 와호장룡 - 장쯔이 수상
- 글래디에이터 - 러셀 크로우 vs 복면의 적과 호랑이
- 로미오 머스트 다이 - 이연걸
- 미녀 삼총사 - 드류 베리모어 vs 공격자들

### 최고의 악당상
- 그린치 - 짐 캐리 수상
- 글래디에이터 - 호아킨 피닉스
- 한니발 - 안소니 홉킨스
- 할로우 맨 - 케빈 베이컨
- 더 셀 - 빈센트 도노프리오

### 최고의 코믹연기상
- 미트 페어런츠 - 벤 스틸러 수상
- 빅 마마 하우스 - 마틴 로렌스
- 로드 트립 - 톰 그린
- 너티 프로페서 2 - 에디 머피
- 미 마이셀프 앤드 아이린 - 짐 캐리

### 최고의 콤비상
- 미녀 삼총사 - 카메론 디아즈 수상
- 미트 페어런츠 - 로버트 드 니로
- 오 형제여 어디 있는가 - 조지 클루니, 존 터투로, 팀 블레이크 넬슨
- 캐스트 어웨이 - 톰 행크스 & 윌슨
- 엑스맨 - 휴 잭맨, 안나 파킨, 할리 베리, 팜케 얀센, 제임스 마스던

### 최고의 액션장면
- 미션 임파서블 2 - 오토바이 추격 장면 수상
- 글래디에이터 - 로마군 vs 게르마니아 무리 장면
- 식스티 세컨즈 - 건설 부지 통과하여 차량 추격 장면
- 캐스트 어웨이 - 비행기 추락 장면

### 최고의 뮤지컬 퍼포먼스
- 코요테 어글리 - 파이퍼 페라보, 'One Way Or Another'. 수상

### 최고의 댄스장면
- 미녀 삼총사 - 카메론 디아즈 수상
- 브링 잇 온 - 오프닝 치어
- 빌리 엘리어트 - 빌리의 첫번째 수업 장면
- 세이브 더 라스트 댄스 - 클럽 장면

### 최고의 카메오
- 무서운 영화 - 제임스 반 데 빅 수상

### 최고의 의상
- 더 셀 - 제니퍼 로페즈 수상

### 최고의 명대사
- 미트 페어런츠 - 로버트 드 니로 수상

### 신인 제작자상
- 처녀 자살 소동 - 소피아 코폴라 수상